# Ducat de Montalto

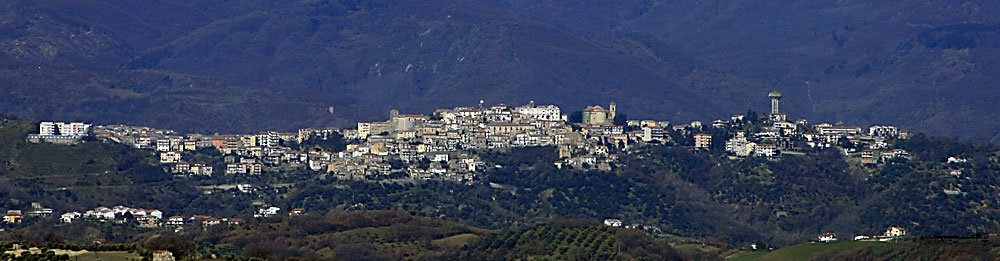
Vista de Montalto Uffugo.

El  Ducat de Montalto , és un títol nobiliari en referència a la localitat de Montalto, al Regne de Nàpols.

## El ducat espanyol
Fou creat el 1507 per Ferran II d'Aragó en la persona de Gonzalo Fernández de Còrdova, el Gran Capità. Extingit el títol a la seva mort, no va tornar a aparèixer fins al 1919 en que Alfons XIII d'Espanya el va rehabilitar en la persona de Fernando de Bustos i Ruiz de Arana, fill del IX Marqués de Corvera i de la XIV Duquessa de Baena. El va succeir, el 1955, el seu fill Ferran de Bustos i Martorell, a qui va succeir el seu germà Ricard de Bustos i Martorell, el 2004.

## El ducat napolità
El  Ducat de Montalto  és també un títol nobiliari del Regne de Nàpols, concedit pel rei Carles I al segle xvi a Ferran d'Aragó i Guardato, fill natural de Ferran I de Nàpols, i als seus descendents. El seu nom fa referència al municipi italià de Montalto Uffugo, a la calabresa província de Cosenza.
El IV duc, Antoni d'Aragó i Cardona, es va casar amb Lluïsa de Luna, III Duquessa de Bivona, de la Casa de Luna. La seva filla, Maria d'Aragó i Luna, va succeir el seu pare com a V Duquessa de Montalto i la seva mare com a IV Duquessa de Bivona. El 1560, Maria es va casar amb Francesco de Moncada, III Príncep de Paternò, de la Casa de Montcada.
El 1644, Fernando de Montcada i Montcada, VIII Duc de Montalto, es va casar amb Maria Teresa Fajardo i Álvarez de Toledo, VII Marquesa de los Vélez. La seva filla Caterina Moncada d'Aragó i Fajardo, VIII Marquesa de los Vélez, es va casar amb el VIII Marqués de Villafranca del Bierzo, de la Casa de Vilafranca. A finals del segle xviii, s'extingeix la Casa de Medina-Sidonia. revertiria en aquesta branca de la Casa de Toledo.

## Ducs de Montalto (Espanya)

### Concessió de Ferran el Catòlic
- Gonzalo Fernández de Córdoba, el Gran Capità, I duc de Montalto.

### Restauració del títol per Alfons XIII
- Fernando de Bustos i Ruiz de Arana, II Duc de Montalto.
- Ferran de Bustos i Martorell, III Duc de Montalto.
- Ricardo de Bustos i Martorell, IV duc de Montalto.

## Ducs de Montalto (Regne de Nàpols)
- Ferran d'Aragó i Guardato, I duc de Montalto.
- Antoni d'Aragó i Folch de Cardona, II Duc de Montalto.
- Pere d'Aragó i della Rovere, III Duc de Montalto.
- Antoni d'Aragó i Cardona, IV duc de Montalto.
- Maria d'Aragó i Luna, V Duquessa de Montalto.
- Antoni de Montcada i Aragó, VI duc de Montalto.
- Luis Guillem de Montcada i La Cerda, VII Duc de Montalto.
- Ferran d'Aragó Montcada i de Montcada, VIII Duc de Montalto.
- Caterina Moncada d'Aragó i Fajardo, IX Duquessa de Montalto.
- Fadrique Álvarez de Toledo i Aragó, X duc de Montalto.
- Antonio Álvarez de Toledo y Pérez de Guzmán, XI Duc de Montalto.
- José Álvarez de Toledo y Gonzaga, XII Duc de Montalto.
- Francesc de Borja Álvarez de Toledo y Gonzaga, XIII Duc de Montalto.
- Maria Tomasa Álvarez de Toledo y Palafox, XIV Duquessa de Montalto, casada amb Pere Caro i Sales, IV Marquès de la Romana.